# Người hùng thành Troy
Người hùng thành Troy (tựa gốc tiếng Anh: Troy) là phim điện ảnh chiến tranh cổ trang sử thi của Mỹ năm 2004 do David Benioff viết kịch bản và Wolfgang Petersen đạo diễn, dựa trên cốt truyện sử thi Iliad của Homer. Với các diễn viên: Brad Pitt vai Achilles, Eric Bana vai Hector, Orlando Bloom vai Paris, Diane Kruger vai Helen, Sean Bean vai Odysseus, Brian Cox vai Agamemnon, Rose Byrne vai Briseis, Garrett Hedlund vai Patroclus, Peter O'Toole vai Priam, Brendan Gleeson vai Menelaus và Tyler Mane vai Ajax.
Phim được đề cử Giải Oscar cho thiết kế trang phục.

## Nội dung

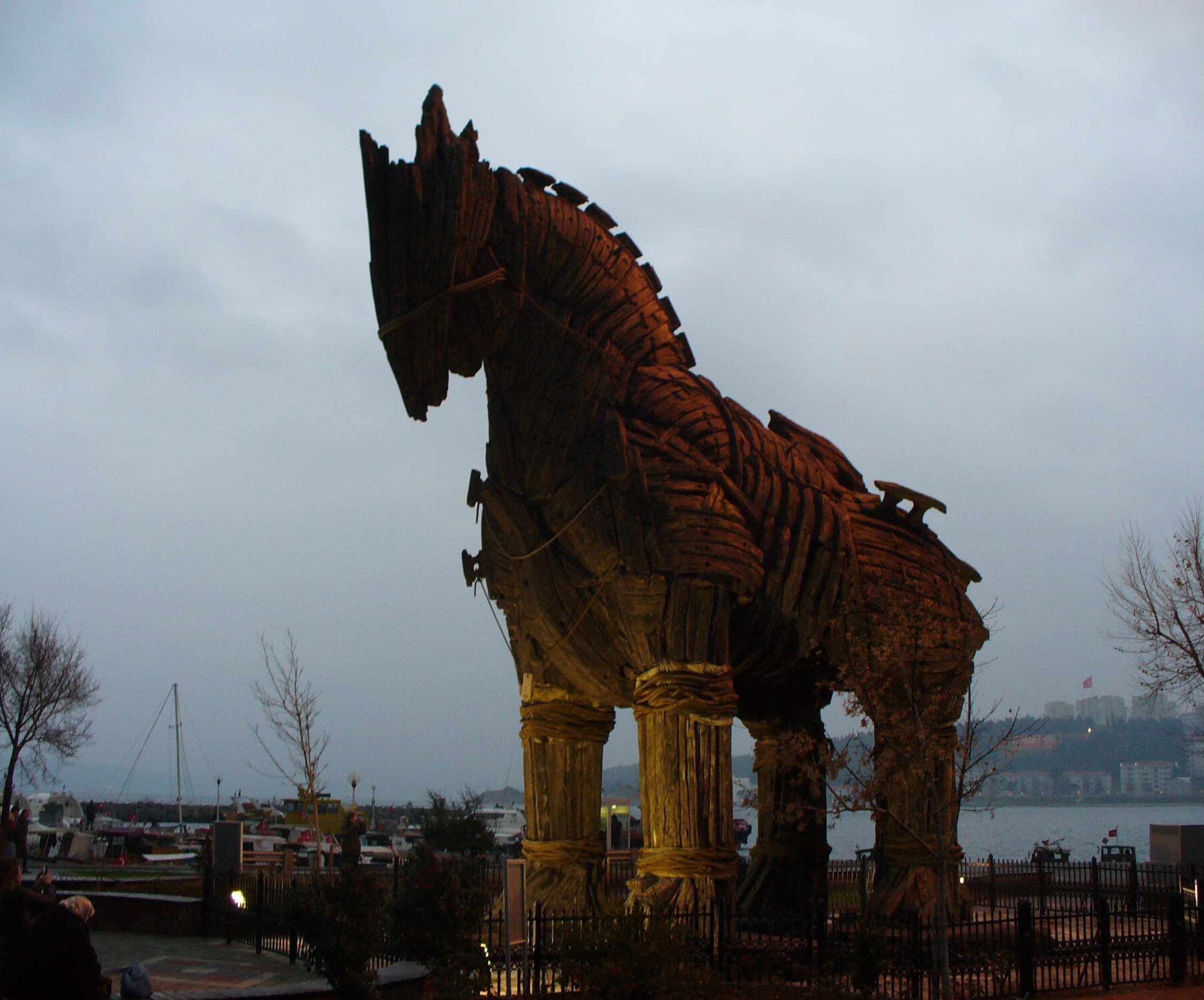
Con ngựa trong phim Troy

Hoàng tử Paris thành Troy quan hệ bất chính với nàng Helen và dụ nàng theo chàng về Troy. Chồng nàng, vua Menelaus nổi giận và xúi anh ông ta là Agamemnon vua của xứ Mycenae đem quân đánh Troy. Agamemnon, người đã muốn chinh phục Troy trong nhiều năm, đã sử dụng điều này như một lý do xâm lược Troy. Agamemnon chiêu dụ Achilles theo ông ta đi đánh Troy. Họ kêu gọi các thành bang đồng minh của mình và huy động hơn 1000 chiến thuyền chuẩn bị tiến đánh Troy.
Sau khi đổ bộ quân, Achilles phá hoại đền thờ của Apollo. Hector gặp Achilles, nhưng Achilles từ chối đánh nhau với Hector và hẹn sẽ thư hùng sau. Ngày hôm đó, Helen đã định bỏ trốn khỏi Troy để tạ tội với Menelaus, nhưng Hector đã ngăn lại với lý do rằng: ngày hôm sau, Paris sẽ đích thân thách đấu với Menelaus, và Helen chính là nguồn động viên mà Paris cần nhất.
Một buổi sáng, cả đoàn quân Hy Lạp đông đảo tập trung ngay trước trận địa của Troy, và Menelaus đã chấp nhận lời thách đấu của Paris. Trong cuộc đấu kiếm, Paris bị chém trọng thương và cầu xin ngừng đánh, trao trả lại Helen cho ông, nhưng Menelaus không chịu, thúc ép Paris phải đứng lên đánh đến chết. Tức giận trước những đòi hỏi thái quá của Menelaus, Hector nhân lúc Menelaus định giết Paris đâm lại hắn, và Menelaus chết ngay sau đó. Kích động bởi cái chết tức tưởi của em mình, Agamemnon hạ lệnh công thành, nhưng trận địa chữ nhất vững chãi của quân Troy đã đánh cho quân Hy Lạp một trận thua tơi tả. Đáng chú ý là Achilles không tham gia trận này vì đơn giản anh không muốn can thiệp vào chuyện giữa Menelaus và Paris. Thừa thắng, Troy mở một đợt phản kích cực rát vào rạng sáng ngày hôm sau, buộc Patroclus phải mang giáp, mũ, giày, đeo khiên của Achilles, dẫn quân ra nghênh địch. Trong một trận đấu với Hector, Patroclus bị cắt cổ và hi sinh, hai bên ai nấy lui quân. Hector trở về và chỉ cho Andromache một con đường bí mật để thoát khỏi thành Troy phòng khi thành thất thủ. Về Achilles, cái chết của người em họ đã nung nấu trong anh ý định trả thù.
Ngày hôm sau, Achilles một mình đến cửa thành Troy và thách đấu với Hector. Hector đã một mình ra trước thành nghênh chiến với Achilles. Trận đấu diễn ra khá kịch tính nhưng cuối cùng Hector đã bị giết chết, Achilles lôi xác Hector sau cỗ xe trở về doanh trại của mình trước sự bất lực của những người chứng kiến trên thành. Đêm đó vua Priam (Peter O'Toole) lẻn vào trại Hy Lạp và yêu cầu Achilles trả lại xác con trai mình, thỏa thuận đình chiến với quân Hy Lạp để Hector được an táng theo Nghi lễ của một vị Hoàng tử.
Những người của Troy thương tiếc cái chết của Hector, nhưng Nhà vua không thể tấn công trong khi lực lượng của ông kém xa đối thủ, mặc dù đối phương vẫn chưa thể chọc thủng tường thành của họ. Sau lễ tang, Đội quân Hy Lạp vẫn tiếp tục tham vọng phá hủy hoặc chiếm thành Troy của mình, Odysseus đã nghĩ ra một kế hoạch để thâm nhập vào thành từ con ngựa gỗ trên tay một binh sĩ. Vào một đêm, người trong thành Troy phát hiện ra rằng quân Hy Lạp đã bỏ đi, để lại một con ngựa gỗ ở trại của họ. Priam tin tưởng linh mục của mình rằng con ngựa là một tặng phẩm của Thần Poseidon, bất chấp những nghi ngại của Paris và Glaucus. Một trinh sát của Troy tìm thấy những tàu chiến của quân Hy Lạp ẩn trong một vịnh nhỏ, nhưng bị giết chết trước khi có thể báo tin về, trong lúc đó dân chúng vận chuyển con ngựa gỗ vào trong thành và mở tiệc ăn mừng. Một đội quân tinh nhuệ của Hy Lạp do Achilles và Odysseus đã ra khỏi con ngựa gỗ vào đêm đó, đến mở cửa thành từ bên trong cho quân đội của mình tràn vào thành. Quân Hy Lạp bắt đầu tàn phá Troy, và cung điện Hoàng gia cũng rơi vào tay quân Hy Lạp.
Trong khi thành Troy bị đốt cháy khắp nơi, Andromache giúp Helen và nhiều người khác thoát khỏi Troy thông qua lối đi bí mật. Paris trao cho Aeneas thanh gươm lệnh của Troy. Sau khi giúp đỡ những người trong Hoàng gia trốn đi, Paris quay trở vào thành phố để tham gia phòng thủ nhưng thế trận đã kết cục sau khi Briseis gọi anh. Odysseus giết chết Glaucus. Agamemnon giết chết Priam và đang say trên chiến thắng của mình, bị giết bởi Briseis với một con dao giấu trong tay tại đền thờ bên ngoài cung điện. Achilles cứu Briseis nhưng bị Paris giết chết bằng những mũi tên vào gót chân và ngực của mình. Lễ tang của Achilles được thực hiện trong đống đổ nát của thành Troy vào ngày hôm sau. Bộ phim kết thúc với một câu nói từ Odysseus, "Nếu người sau kể câu chuyện về tôi, xin hãy nói tôi đi với những người vĩ đại. Hãy để họ nói rằng tôi đã sống cùng thời với Hector và Achilles, như một người thuần ngựa chiến. "

## Các diễn viên
Các thành viên, Cố vấn và Chỉ huy của quân Hy Lạp (Mycenae và Sparta)
- Brian Cox vai Agamemnon, Vua của Mycenae. Anh trai của Menelaus.
- John Shrapnel vai Nestor, Cố vấn của Agamemnon.
- Brendan Gleeson vai Menelaus, Vua của Sparta và chồng của Helen. Em trai của Agamemnon.
- Ken Bones vai Hippasus, Cố vấn của Menelaus.
- Siri Svegler vai Polydora, một nghệ sĩ Sparta.
- Diane Kruger vai Helen, Hoàng hậu Sparta vợ của Menelaus. Tình nhân của Paris.

Quân Myrmidon
- Brad Pitt vai Achilles, Con trai của Peleus và Thetis, anh họ Patroclus, Chỉ huy Quân Myrmidons. Người yêu của Briseis và là vai chính.
- Garrett Hedlund vai Patroclus, em họ và cấp dưới của Achilles.
- Vincent Regan vai Eudoros, Tổng quản của quân Myrmidon và bạn chiến đấu của Achilles.
- Julie Christie vai Thetis, mẹ của Achilles và cô của Patroclus.

Vua và các chiến binh của Đế chế Hy Lạp khác (như Ithaca, Thessaly, v.v...)
- Sean Bean vai Odysseus, Vua của Ithaca và là bạn Achilles. Ông được coi là thông minh nhất của người Hy Lạp. Ông là người chứng kiến và kể lại chuyện trong phim.
- Julian Glover vai Triopas, Vua của Thessaly.
- Nathan Jones vai Boagrius, nhà vô địch của Thessaly, bị Achilles giết.
- Tyler Mane vai Greater Ajax, Vua của Salamis.

Troy
- Peter O'Toole vai Priam, Vua của Troy, cha của Hector và Paris, chú của Briseis cha chồng của Andromache.
- Eric Bana vai Hector, Thái tử của Troy và là chiến binh giỏi nhất. Là con trai cả của Priam, anh trai của Paris, anh em họ của Briseis và chồng của Andromache.
- Orlando Bloom vai Paris, Hoàng tử Troy. Ông là con trai út của vua Priam, em trai của Hector, anh em họ của Briseis và em chồng Andromache. Tình nhân của Helen.
- Rose Byrne vai Briseis, nữ tu của Apollo, cháu gái của vua Priam và em họ của Hector và Paris, là người yêu của Achilles.
- Saffron Burrows vai Andromache, Vợ của Hector, con dâu của Priam, chị dâu của Paris.
- James Cosmo vai Glaucus, một lão tướng và là người bạn chiến đấu lâu nhất với vua Priam, chỉ huy quân của Troy.
- Nigel Terry vai Archeptolemus, Linh mục cao cấp và Cố vấn cho Vua Troy.
- Frankie Fitzgerald vai Aeneas, con của Anchises và Aphrodite, cai quản xứ Dardan, là người kế tục cho Troy trong sử thi.

## Sản xuất
Thành Troy được xây dựng trên hòn đảo Địa Trung Hải tại Fort Ricasoli của Malta từ tháng 4 đến tháng 6 năm 2003. Những cảnh quan trọng khác tại Mellieħa, một thị trấn nhỏ ở phía bắc của Malta, và trên hòn đảo nhỏ của Comino. Các bức tường bên ngoài của thành Troy được xây dựng và quay tại Cabo San Lucas, México. Sản xuất phim đã bị gián đoạn một khoảng thời gian sau khi cơn bão Marty làm ảnh hưởng khu vực quay phim.

## Âm nhạc
Nhà soạn nhạc Gabriel Yared đã được thuê bởi đạo diễn Wolfgang Petersen, ban đầu làm việc cho phim Troy trong hơn một năm.
Yared viết nhạc và giọng hát Tanja Carovska được thu âm trên các phần khác nhau của nhạc phim (cũng như sau này cô cũng tham gia vào phiên bản mới của nhà soạn nhạc James Horner). Tuy nhiên, sau khi đã thông qua nhạc phim với một phiên bản đầy đủ đầu tiên, các phản ứng tại buổi chiếu thử nghiệm đã chống lại nó và trong chưa đầy một ngày, Yared đã bị hủy dự án mà không được một cơ hội để sửa chữa hoặc thay đổi âm nhạc của mình, trong khi đó Warner Bros đã tìm được một người thay thế. Theo Yared, nhạc phim của ông đã được gỡ bỏ do than phiền của những nhà chuyên môn, rằng nó quá "cổ điển".
Nhạc phim thay thế đã được viết bởi nhà soạn nhạc James Horner trong khoảng bốn tuần. Ông đã tiếp tục sử dụng giọng hát Carovska, và dùng âm nhạc truyền thống phía Đông Địa Trung Hải và dùng thêm các nhạc cụ bằng đồng. Trống bằng đồng cũng được xuất hiện trong những cảnh ấn tượng trong phim, đáng chú ý nhất là trong trận đấu giữa Achilles và Hector. Horner cũng đã hợp tác với ca sĩ / nhạc sĩ Josh Groban và viết lời Cynthia Weil một bài hát dựa trên giai điệu nhạc gốc cho bài nhạc kết thúc phim. Sản phẩm hợp tác này, "Remember" được thực hiện bởi Groban với giọng hát thêm bởi Tanja Carovska.

## Doanh thu & Đánh giá
Khi bộ phim được hoàn thành, tổng số chi phí sản xuất là khoảng 175,000,000 USD. Điều này khiến cho "Troy" là một trong những bộ phim tốn kém nhất được sản xuất trong điện ảnh hiện đại. Được ra mắt cạnh tranh tại Liên hoan phim Cannes 2004.
"Troy" đã thu được 133.378.256 USD tại Hoa Kỳ.
"Troy" đã thu về hơn 73% trong tổng doanh thu từ bên ngoài nước Mỹ. Cuối cùng, "Troy" thu về tổng số hơn 497 triệu USD trên toàn thế giới, đặt nó vào vị trí số 60 của doanh thu phòng vé với toàn bộ thời gian công chiếu.
"Troy" nhận được các phản ứng trái chiều từ những đánh giá. Rotten Tomatoes cho nó một đánh giá trung bình là 54% dựa trên 222 ý kiến, trong khi Yahoo! Movies đã cho nó một đánh giá loại "B-" dựa trên 15 đánh giá. Roger Ebert, người không thích những gì ông thấy là không tuân thủ cốt truyện của Iliad, cho nó hai trên bốn sao. Phần lớn những đánh giá tiêu cực đó đến từ những quan niệm thần thánh hóa Iliad trong khi phim lại đặt trọng tâm vào sự chân thực của lịch sử, rằng những tài năng như Achilles và Hector là không thể chối cãi, nhưng không phải được thần phù hộ về thể chất như trong Iliad, mà là về mặt tinh thần, ảnh hưởng đến sĩ khí của quân đội hai bên.